# Сигнал
Вижте пояснителната страница за други значения на Сигнал.
Сигналът е функция, пренасяща информация за поведението или характеристиките на дадено явление, чрез преносна среда с помощта на подходящ за целта вид енергия: електромагнитна, електрична и други.
Всяко качество, като например физическото количество, което показва изменения в пространството или времето, може да се използва като сигнал за споделяне на съобщения между наблюдателите . Според статия в IEEE Transactions on Signal Processing на обществото за обработка на сигнали, сигнал може да бъде аудио, видео, реч, изображение, напр. от сонари, радари, и така нататък. 
При по-късни опити за предефиниране на сигнал  всичко, което е функция единствено на пространството, като например изображението, е изключено от категорията сигнали. Също така е посочено, че даден сигнал може да съдържа но може и да не съдържа информация.
В природата сигналите могат да бъдат действия, извършвани от един организъм за предупреждение на други организми, като се започне от отделянето на химически субстанции от растенията за предупреждение на близките растения за хищник, до звуци или движения, от животни, за да предупреждават други животни за храна. Сигнализирането се появява във всички организми, дори на клетъчно ниво, с клетъчна сигнализация. Теорията на сигналите, в еволюционната биология предлага, че съществен двигател на еволюцията е способността животните да общуват помежду си чрез разработване на начини за сигнализиране. В технологиите (инженерство) сигналите обикновено се създават от сензор и често оригиналната форма на сигнал се преобразува в друга форма на енергия, като се ползва преобразувател. Например, микрофонът преобразува звуков сигнал в променящо се електрическо напрежение, а говорителят прави обратното. 
Теория на информацията служи за формалното изследване на сигналите и тяхното съдържание, като информацията за даден сигнал често е придружена от шум. Терминът „шум“ се отнася до нежелани модификации на сигнала, но често се разширява, като включва и нежелани сигнали, пречещи на желаните такива (напр. кръстосани смущения). Намаляването (потискането) на шума отчасти се разглежда в раздела цялостност на сигнала. Разделянето на желаните сигнали от фоновия шум е в областта на теорията на разпознаване на сигнала, един от клоновете на която е теория за оценяването, като вероятностен подход за потискане на случайни смущения.
Някои инженерни дисциплини като електротехниката са довели до проектирането, проучването и внедряването на системи, включващи предаване, съхранение и обработване на информация. През втората половина на XX век самата електротехника (електро иженерство) се раздели на няколко дисциплини, специализирани в проектирането и анализа на системи, които обработват физическите сигнали. Например такива са електронното инженерство (електрониката) и компютърното инженерство; докато индустриалният дизайн се справя с функционалното проектиране на потребителския интерфейс (интерфейсите потребител-машина).

## Общи сведения
В теорията на информацията сигналът е физичен процес, чиито параметри се изменят във времевата или честота област и се използва за пренос на информация. В дадена комуникационна система предавателят кодира дадено съобщение и го пренася до приемника по комуникационен канал. Например думите „Две петлета се скарали“ могат да бъдат съобщение, изговорено по телефона. Телефонният предавател (в случая – микрофон) преобразува звуците в електрически сигнал. Сигналът се предава по телефонен кабел на приемащия телефон и приемникът (слушалка) го преобразува обратно в звуци.
Теорията на информацията изучава както непрекъснати сигнали, обикновено наричани „аналогови“ сигнали, така и дискретни или квантови сигнали, от които в наши дни най-често се използват „цифровите“ сигнали. Информацията, пренасяна от един сигнал, може да се измерва както на секунда (или друг интервал от време), така и на предаден символ, т.е. или в непрекъснато, или в дискретно време.
В теорията на информацията съобщението се генерира от стохастичен процес и предаденият сигнал наследява статистическите си свойства от съобщението. Обратно, наричането „сигнал“ на процеса, който генерира предаваната поредица от състояния в комуникационния канал предполага, че този процес е стохастичен. Когато той не е стохастичен, може да се получат грешки.
Сигналите са измерими физически величини, носители на информация. Представят се математически като функции на една или повече променливи, като най-често се задават във времево развитие. Извличането на информацията от сигналите се осъществява посредством обработката на сигналите. При анализа на изображения, например, сигналът, носещ информация за яркостта на изображението се представя като функция на две независими пространствени променливи.
Сигналите, които са непрекъснати функции на времето (на независимите променливи) се наричат аналогови или непрекъснати. Изчислителните системи използват дискретни (цифрови) сигнали, съществуващи само за определени (дискретни и цели) стойности на независимите променливи. Цифровите сигнали са дискретни, но често произлизат от непрекъснати сигнали и представляват поредица от числа. При цифровата обработка на изображения аналоговите сигнали се преобразуват в цифрови посредством АЦП (аналого цифров преобразувател) и полученият цифров код се подлага на обработка от процесора. Целта на обработката е извличане на информацията от сигналите (честота, амплитуда, спектрален анализ и др.), нейното записване и последваща обработка, извличане на полезния сигнал от шума (филтрация, автокорелация, конволюция), преобразуване на информацията, която се съдържа в сигнала, компресиране и получаване на сигнал за обратна връзка в цифровите системи за управление.
Типовете сигнали могат да бъдат променливи и постоянни във времето.
Електрическите сигнали се подчиняват на законите на електричеството. Такива закони са:
- Закона на Ом за част от веригата {\displaystyle I=U/R}
- Закона на Ом за пълната верига {\displaystyle I=U/(R+Ro)}
- Електрическа постояннотокова мощност: {\displaystyle P=I.U}

## Класификация
В дисциплината Сигнали и системи, сигналите могат да бъдат класифицирани по много критерии, основно: според различната характеристика на стойностите, се класифицират на аналогови и цифрови сигнали; според детерминираността, определеността на сигналите, се класифицират на детерминирани сигнали и случайни сигнали; според силата на сигналите, се класифицират на сигнали на енергията и сигнали на мощността.

## Шум
В процеса на създаване, излъчване, пренасяне, приемане и обработване е възможно да имаме изкривявания в сигнала. Поради тези смущения е възможно в процеса на детектиране и установяване на това, каква информация съдържа той, може да направим грешно тълкуване. Тип смущение е например преплитане на разговори (crosstalk), който се получава, тогава когато сигналите от два източника се преплитат в една обща преносна среда. Възможността от такъв процес може да се обособи примерно от магнитна индукция между два близко намиращи се кабела или неблагоприятен капацитет или резонанс. Тип шум са загубите на амплитуда на сигнала. Казваме, че под затихване (загуби) имаме предвид и шум, защото затихването може да се представи като шум имащ перманентно действие в една посока – намаляване на амплитудата на сигнала. Типове затихвания са: оптични загуби, загуби от дрейникуване и безжични загуби.
Смущения в сигналите разпространяващи се в електрическите системи са индуктивността и капацитивността присъстващи в нея.

## Връзки в мрежовите системи

### Заземяване
В осъществяването на всяка една мрежова система важно място намира процедурата на заземяване на всички електрически системи, които я изграждат. Това не е без основание, тъй като е възможно попадането на нежелани електрически сигнали или близки мълнии, които да доведат до протичането или индуцирането на мощни и вредни шумове. В системата на заземяване то се изпълнява „стъпално“. Под стъпално тук се има предвид, че примерно три компютъра се заземяват към една обща система (бележим я с 1), други три компютъра или устройства са заземени към втора система (бележим с 2) и т.н. Системи 1, 2, ..., 10 се заземяват към система 1.1, системи 11, 12, ..., 20 се заземяват в система 1.2 и т.н. В крайна сметка 1.1, 1.2 и т.н. се свързват към един общ накрайник за цялата мрежова система. Заземяването подобрява ефективността на сигналите и намалява шума.